# Semesterwochenstunde
Eine Semesterwochenstunde (kurz SWS) wird an Hochschulen benutzt, um den Zeitaufwand des Studenten für eine Lehrveranstaltung anzugeben oder das Lehrdeputat des Dozenten zu messen. Dabei bedeutet die Angabe „1 SWS“, dass die entsprechende Veranstaltung für die Dauer der durchschnittlichen Vorlesungszeit eines Semesters wöchentlich 45 Minuten lang gelehrt wird. Durchschnittlich deshalb, weil an vielen Universitäten die Vorlesungszeit im Wintersemester länger dauert (häufig 16 Wochen) als die Vorlesungszeit im Sommersemester (häufig 12 Wochen).
Als Maß für den Aufwand des Studierenden werden zunehmend Leistungspunkte verwendet. Studienleistungen werden dort aus dem Blickwinkel der Nachfrageseite bewertet und nicht mehr auf Grund der angebotenen Veranstaltungsstunden.

## Deutschland

### Lehrveranstaltungen
Eine Zeitangabe von 4 SWS für ein Fach bedeutet, dass man während eines Semesters dieses Fach jede Woche für vier Vorlesungsstunden à 45 Minuten (drei Zeitstunden) hört. Es gibt auch Veranstaltungen, die nur ein halbes Semester unterrichtet werden. Bei solchen Veranstaltungen bedeutet dann die Angabe 4 SWS, dass während dieser Zeit pro Woche sechs Zeitstunden für dieses Fach verwendet werden. Da die durchschnittliche Vorlesungszeit 14 Wochen beträgt, hat die mit 4 SWS angegebene Lehrveranstaltung einen Umfang von insgesamt 42 Zeitstunden (14 × 4 × 45 Minuten). Dabei wird nicht berücksichtigt, ob an einzelnen Tagen vielleicht kein Unterricht stattfindet, weil es sich um einen Feiertag handelt.
Semesterwochenstunden geben den konkreten Umfang der Präsenzstunden einer Lehrveranstaltung wieder; die Vor- und Nachbereitung wird dabei nicht mit berücksichtigt. Üblicherweise ist für Studenten insgesamt mindestens das Doppelte der reinen Präsenzzeit pro Veranstaltung als Arbeitszeit (Workload) einzurechnen. Dies bedeutet vereinfacht, dass eine Vorlesung im Umfang von 1 SWS (45 Minuten) inklusive Vor- und Nachbereitungszeit einen Zeitaufwand (Workload) im Umfang von mindestens 90 Minuten erfordert.
Von den meisten Universitäten wird eine Gesamtbelastung von 20 bis 25 SWS an Universitätsveranstaltungen empfohlen.
In Gesetzen und Verordnungen wird die Einheit SWS bisweilen fälschlicherweise als Rate, also Umfang pro Zeit für wiederkehrende Lehraufwände/-verpflichtungen verwendet. In diesem Fall bleibt dann oft unklar, ob von SWS pro Semester oder SWS pro Jahr gesprochen wird.

### Lehrdeputate
Bei der Ermittlung des Arbeitsaufwandes der Dozenten wird anders vorgegangen. Man geht von 14–15 Wochen pro Semester aus (Mittel aus ca. 16 Wochen im Wintersemester und 12–14 Wochen im Sommersemester, je nach Bundesland). Das bedeutet 14|15·0,75 = ca. 11 Stunden Präsenzzeit pro SWS. Strittig ist der Aufwand für die inhaltliche Vorbereitung und den organisatorischen Aufwand. Früher wurden hier 4 Arbeitsstunden pro SWS berechnet, entsprechend 56–60 Stunden Arbeitszeit; dies entspräche bei einem Deputat von 8 SWS einer Jahresarbeitszeit von 960 Stunden, also fast exakt der halben Zeit, die man als Vollzeitbeschäftigter im Jahr arbeitet – was das Ziel war, damit noch Zeit für allgemeine Organisation, Hochschulpolitik und Wissenschaft bleibt. Heute sind oft (je nach Bundesland) 9 SWS Deputat üblich. Ein Deputat über 16 SWS sollte nicht möglich sein, da es 1920 Stunden pro Jahr entspricht (politisch erwünscht ist teilweise mehr, dann sind aber die Zeiten für Vorbereitung zu kürzen). Die SWS werden je nach Veranstaltungsart im Lehrdeputat unterschiedlich verrechnet, um den mittleren Vor- und Nachbereitungsaufwand der Lehrenden zu berücksichtigen, weil deren vertragliche Arbeitszeit neben der Präsenz in den Lehrveranstaltungen auch diese Zeiten umfasst. Dabei wird unterstellt, dass die Prüfungen im Studium vor allem mit den theoretischen Lehrveranstaltungen verbunden sind. Deshalb werden für diese Lehrveranstaltungsarten höhere Anrechnungsfaktoren zu Grunde gelegt. Eine SWS in einem Praktikum wird deshalb nur mit 0,5 SWS auf das Lehrdeputat angerechnet. Das beruht auf der umstrittenen Annahme, dass eine Lehrstunde Praktikum für den Dozenten weniger Arbeit darstellt als eine Stunde Seminar und basiert legal auf der Kapazitätsverordnung von 1975 (siehe z. B. die KapVO Hessen). Bei Exkursionen ist die Anerkennung noch geringer. Hier wird für eine Stunde nur zu einem Drittel angerechnet. Vorausgesetzt es wäre für die Vermittlung eines Lehrinhaltes unerheblich, wie er vermittelt wird, wäre die für die Dozenten ökonomischste Vermittlungsform dann die Vorlesung, weil sie die größten Teilnehmergruppen zulässt. Da diese Annahme nicht für alle Lehrinhalte gilt, setzt sich ein Studiengang aus verschiedenen Lehrveranstaltungsarten zusammen. Im Rahmen der Kapazitätsberechnung kann man dann für einen bestimmten Studiengang bei einer fest stehenden Anzahl an Dozenten errechnen, wie viele Studierende zugelassen werden können.